# ホセ・フェリクス・エスティガリビア・インサウラルデ
ホセ・フェリクス・エスティガリビア・インサウラルデ（José Félix Estigarribia Insaurralde、1888年2月21日 - 1940年9月7日）は、パラグアイの軍人、政治家。チャコ戦争でボリビアから勝利を勝ち取り、1939年には大統領に就任した。

## 生涯
1888年、エスティガリビアは農民で、兼業で銀細工師をやっていたマテオ・エスティガリビアの息子として、カラグアタイで生まれた。生活や学業を修めるのに決してよい環境ではなかったが、トリニダードにある大学に進み、農学部を卒業した。その後1910年に軍に入り、チリで、次いでフランスのサン・シール陸軍士官学校で教育を受けた。
チャコ戦争が勃発すると、当時大佐であったエスティガリビアは戦争を通じて第1歩兵師団を指揮し、准将、次いで少将に昇進し、エウセビオ・アヤラ大統領（en:Eusebio Ayala）の支持の下、陸軍参謀長に就任し戦争指導に当たった。1935年、アスンシオンに戻ったエスティガリビアはチャコ戦争を勝利に導いた英雄として迎えられ、年金12000ペソを与えられた。
しかし、1936年2月17日にラファエル・フランコ大佐が二月革命（es:Revolución del 17 de febrero de 1936、後に支持者によって二月党（es:Partido_Revolucionario_Febrerista）が作られる）を起こし、アヤラ大統領が失脚すると陸軍参謀長を解任された。その後はパラグアイ大使としてアメリカに赴いた。
1939年の選挙においてエスティガリビアはパラグアイ自由党から出馬し、大統領に当選。8月15日に就任した。1940年2月19日、彼は「わが国家は恐ろしい無政府状態に陥りつつある」と宣言し、憲法を停止して上院を解散。独裁体制を敷いたものの、9月7日に妻と共にパラグアイ国内をアルトス（Altos）からサン・ベルナルディーノス（San Bernardinos）に向けて飛行機で旅行中にアガプエイ（Agapuey）で搭乗機が墜落し死去。
死後、イヒニオ・モリニゴ将軍（en:Higinio Morínigo）が政権を継承し、エスティガリビアは元帥を追号された。彼はアメリカ両大陸で最も有名で輝かしい経歴を持つ軍人の一人として知られている。